# جائحة فيروس كورونا في توغو
توثق هذه المقالة آثار جائحة فيروس كورونا 2019-2020 في توغو، وقد لا تتضمن جميع الاستجابات والتدابير والإجراءات الرئيسية حتى الآن.

## خلفية
في 12 يناير 2020، أكدت منظمة الصحة العالمية (WHO) أن فيروس تاجي جديد كان سببًا لمرض تنفسي لمجموعة من الأشخاص في مدينة ووهان، مقاطعة خوبي، الصين، والذين كانوا قد لفتوا انتباه منظمة الصحة العالمية في البداية في 31 ديسمبر 2019. رُبطت هذه المجموعة في البداية بسوق هوانان للمأكولات البحرية بالجملة في مدينة ووهان. ومع ذلك، فإن بعض الحالات الأولى التي أظهرت نتائج مختبرية لا صلة لها بالسوق، فمصدر الوباء غير معروف.
على عكس السارس لعام 2003، كانت نسبة إماتة الحالات لـ كوفيد-19  أقل بكثير، لكن انتقال العدوى كان أكبر بكثير، مع إجمالي عدد الوفيات. عادة ما يظهر كوفيد-19 في حوالي سبعة أيام بأعراض شبيهة بالإنفلونزا يُظهرها بعض الأشخاص حيث تتطور إلى أعراض الالتهاب الرئوي الفيروسي الذي يتطلب الدخول إلى المستشفى. اعتبارًا من 19 مارس، أصبح كوفيد-19 يُصنف على أنه «مرض معدي عالي الأثر».

## التسلسُل الزمني
في 6 مارس 2020، أعلنت السلطات التوغولية عن أول حالة فيروس كورونا، وهي امرأة توغولية تبلغ من العمر 42 عامًا سافرت بين ألمانيا وفرنسا وتركيا وبنين قبل عودتها إلى توغو. في هذا التاريخ، أفيد أنها عولجت بمعزل عن حالتها وكانت حالتها مُستقرة.
حتى 10 مارس، لم يُبلَغ عن أي حالاتٍ أخرى في هذا البلد.
وفي 20 مارس، تأكدت تسع حالات أخرى في توغو. في هذا اليوم تعافت الحالة الأولى حسب ما صرحت به وزارة الصحة.
في 21 مارس، سُجلتد سبع حالات أخرى. في محاولة للسيطرة على انتشار الفيروس في توغو، أُغلقت جميع حدود البلاد. فُرض الحجر الصحي على مدن لومي وتسيفي وكيباليمي وسوكودي ابتداءً من 20 مارس لمدة أسبوعين.
في 27 مارس، حدثت الوفاة الأولى.

## التدابير الوقائية
في 16 مارس، أعلنت الحكومة بعد عقدها لمجلس استثنائي للوزراء أنها ستنشئ صندوق فرنك غرب أفريقي بقيمة مليارَي دولار لمكافحة الوباء. كما اتخذت الإجراءات التالية اعتبارا من 19 مارس:
- تعليق الرحلات من إيطاليا وفرنسا وألمانيا وإسبانيا.
- إلغاء جميع الأحداث الدولية لمدة ثلاثة أسابيع؛
- مطالبة الأشخاص الذين كانوا مؤخرًا في بلد عالي الخطورة بالعزل الذاتي؛
- إغلاق الحدود؛
- وحظر الأحداث مع أكثر من 100 شخص.

في 18 مارس،وفقا للحظر المفروض على التجمعات الكبيرة، أوقف الاتحاد التوغولي لكرة القدم المباريات. كما ألغيت التظاهرات الأخرى أيضًا، بما في ذلك مهرجان الأدب فيلبلو (FILBLEU).